# Hirschroda (Dornburg-Camburg)

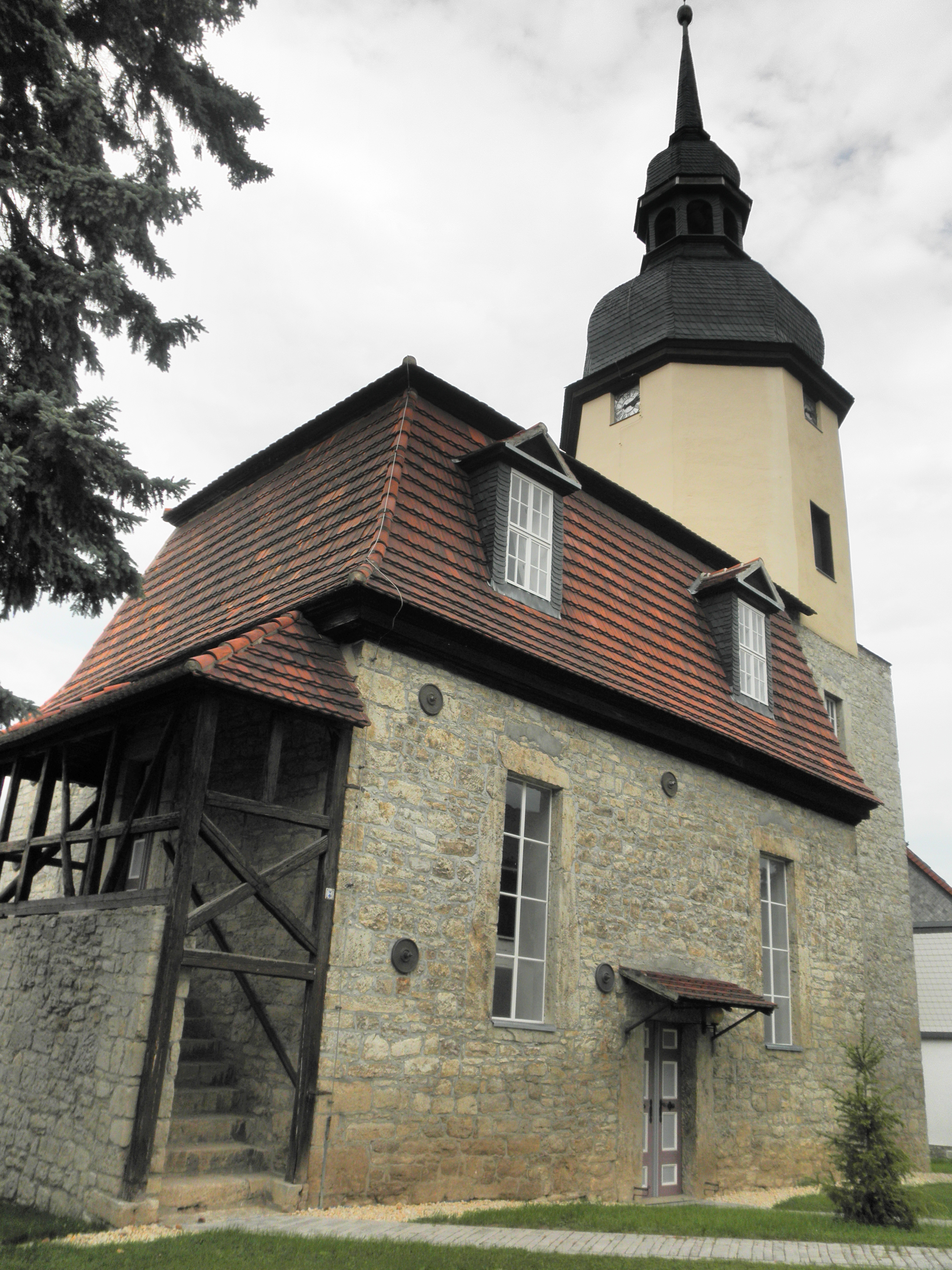
Barockkirche in Hirschroda

Hirschroda ist ein Ortsteil der Stadt Dornburg-Camburg im Saale-Holzland-Kreis in Thüringen. Der Ort hat ungefähr 100 Einwohner.

## Geografie und Landschaft
Hirschroda liegt auf der Ilm-Saale-Platte an den Hängen eines Seitentals des Saaletals im Osten. Dornburg liegt südlich des Dorfes und 1 km westlich befindet sich Wilsdorf, ein weiterer Stadtteil. An die Gemarkung grenzt im Norden die Stadt Bad Sulza und damit der Landkreis Weimarer Land. Die kreisfreie Stadt Jena liegt 14 km südlich.
Die Landschaft ist geprägt von weiten Ackerflächen im Süden und Wiesen und Waldgebieten an den Hängen im Norden. Die Flur gehört geologisch dem oberen Muschelkalk, im Norden durch Löss überlagert, an.
An der Grenze zwischen Hirschroda und Eckolstädt liegt das bedeutende Naturschutzgebiet Lohholz.

## Geschichte
Als Ausbausiedlung der Burg Dornburg wird das 1369 in einer Urkunde des Domstiftsarchiv Naumburg erstmals erwähnte „Heroldisrode“ im 12. oder 13. Jahrhundert durch Rodung der Waldgebiete nördlich von Dornburg gegründet worden sein. Parallel dazu scheinen die Siedlungen Bernsroda und Warssenrode entstanden zu sein. Bernsroda ist eine Wüstung im Tal nordöstlich von Hirschroda.
Die Besitzverhältnisse im 14. Jahrhundert scheinen bis zur Erwähnung im Register der Besitzungen der Markgrafen von Meißen 1378 ungeklärt. Im Lehnbuch Friedrich des Strengen von 1349/50 ist es nicht erwähnt. Im 15. Jahrhundert erwarb das Kloster Bürgel bei Jena eine Reihe an Besitzungen im Ort. Seit spätestens 1539 ist es ein reines Amtsdorf des Amtes Dornburg. Die älteste Überlieferung von Hofbesitzern stammt aus der Zeit von 1421–1425.
Eine Kapelle ist seit 1506 nachweisbar. 1728 wurde die heute vorhandene Barockkirche erbaut. In den Turm eingelassen ist ein Stein mit der Jahreszahl 1651.
In der Zeit von 1400 bis 1800 lebten im Ort insgesamt über 400 Familien, die trotz großer Lücken in der Quellenüberlieferung fast vollständig dokumentiert sind.
Die evangelische Dorfkirche Hirschroda erhielt 1728 ihre heutige Gestalt.
Hirschroda wurde im April 1945 von US-Truppen besetzt und Anfang Juli an die Rote Armee weitergegeben. So wurde es Teil der SBZ und ab 1949 der DDR.
Am 16. März 1963 wurde Hirschroda in die Stadt Dornburg/Saale eingegliedert.
Das Haus Nr. 2 weist ein Renaissance-Portal auf.